# Porphyrio coerulescens
Il pollo sultano di Réunion, detto anche gallinella di Réunion o Oiseau bleu (Porphyrio coerulescens), è una specie ipotetica estinta di rallo che viveva su Réunion, nelle Mascarene, nota fino ad oggi solamente grazie agli scritti dei viaggiatori.
È quasi certo, comunque, che questa specie di uccello fosse un tempo presente sull'isola. Sei scritti attestano la sua esistenza ed il genere Porphyrio è noto per essere un colonizzatore di isole oceaniche, essendosi evoluto in molte Specie locale endemiche, delle quali solamente il takahē è sopravvissuto fino ad oggi. Sebbene molti autori successivi sostengono che questo uccello fosse incapace di volare, da un'asserzione di Dubois del 1674 si intende meglio che potessero volare, sebbene non spiccassero mai il volo nella fuga; inoltre, gli scritti di Dubois in alcuni punti sono piuttosto confusi e si ritiene che abbia mischiato dati inerenti al «Solitaire» con quelli inerenti all'oiseau bleu. In ogni modo, questo uccello era poco più grande di un pollo, o, più precisamente, di dimensioni intermedie tra quelle di un pollo sultano viola e quelle di un takahē, ed era completamente azzurro, con il becco ed i piedi rossi.

## Estinzione
È stato appurato che questo uccello viveva solamente sul Plaine des Cafres, l'elevato altopiano di Réunion tra il Piton des Neiges ed il Piton de la Fournaise, nel 1700 o giù di lì (Dubois non dà indicazioni geografiche, ma tutti gli altri autori limitano la presenza del volatile su quest'altopiano). La testimonianza del missionario Padre Brown, del 1724, è solitamente ritenuta l'ultima, in ordine di tempo, prima che il pollo sultano si estinguesse, ma nel 1763 un anonimo ufficiale navale britannico riportò testimonianza di un uccello dalla diffusione limitata all'elevato altopiano che poteva essere ucciso con dei bastoni. Le varie testimonianze non concordano sul fatto che questo uccello fosse buono da mangiare; il sapore della maggior parte delle specie di Porphyrio viene generalmente considerato sgradevole. Soprattutto alla luce delle testimonianze di Feuilley, del 1705, sembra che gli uccelli adulti solitamente non venissero cacciati. Questa caratteristica, insieme alla posizione remota del suo habitat, spiega forse il perché questi uccelli furono in grado di sopravvivere più a lungo della maggior parte degli endemismi di Réunion, che nel 1700 erano già estinti. A partire dal 1763 le testimonianze sono molto confuse, dato che potrebbero riferirsi benissimo a petrelli o berte, e si ritiene generalmente che il pollo sultano di Réunion sia estinto dal 1730. Dal momento che l'area dove viveva questo uccello non era stata disboscata per far spazio alle coltivazioni, le cause della sua scomparsa devono ovviamente essere attribuite ai predatori introdotti e alla caccia datagli dagli schiavi fuggiti, i quali si stabilirono sulle montagne.
Nel novembre 1974 gli studiosi hanno cercato di individuare possibili siti fossili sul Plaine des Cafres. Non venne trovata nessuna caverna od altre aree adatte alla fossilizzazione, e da allora si ritiene che l'unica speranza per dimostrare l'esistenza di questo uccello sia una migliore mappatura dell'area.